# Твоя перша година
Твоя перша година (азерб. Ömrün ilk saatı) — радянський художній фільм, знятий у 1973 році на кіностудії «Азербайджанфільм».

## Сюжет
Фільм розповідає про три покоління азербайджанської династії нафтовиків. У кожного з трьох поколінь є своя мета і ідеал. В цілому ці люди з трьох поколінь зберегли свою прихильність до праці і життєвих позицій. Описуються події з 1920-х років, часів Другої світової війни і післявоєнного часу. Фільм закінчується народженням дитини в квартирі Мехтієва.

## У ролях
- Гасан Турабов — Мехті Мехтієв
- Шахмар Алекперов — Юсіф Мехтієв
- Сергій Курилов — Мерешковський
- Тофік Мірзаєв — Асад
- Рафік Азімов — Садик
- Лейла Шихлинська — коханка Азера
- Гунар Плаценс — Улдіс Вільїсович
- Садик Гусейнов — начальник міліції
- Расім Балаєв — Азер
- Алескер Ібрагімов — більшовик
- Мухтар Манієв — більшовик
- Бахадур Алієв — сусід
- Ніджат Бакірзаде — сусід
- Абдул Махмудов — фотограф
- Дадаш Казимов — алкоголік
- Каміль Магаррамов — співробітник міліції

## Знімальна група
- Сценарій: Раміз Фаталієв
- Режисер: Аріф Бабаєв
- Оператор: Расім Оджагов
- Художник: Фікрет Багіров
- Композитор: Фарадж Гараєв
- Звукооператор: Азіз Шейхов